# Кріс Іглз
Кріс Іглз (англ. Chris Eagles, нар. 19 листопада 1985, Гемель-Гемпстед) — англійський футболіст, півзахисник клубу «Болтон Вондерерз».
Насамперед відомий виступами за клуби «Манчестер Юнайтед» та «Бернлі».

## Ігрова кар'єра
Народився 19 листопада 1985 року в місті Гемель-Гемпстед. Вихованець юнацьких команд футбольних клубів «Вотфорд» та «Манчестер Юнайтед».
У дорослому футболі дебютував 2003 року виступами за команду клубу «Манчестер Юнайтед», в якій провів два сезони. Пробитися до головної команди манкуніанців не зміг, натомість 2005 та 2006 роки провів, граючи на орендних умовах за «Вотфорд», «Шеффілд Венсдей» та нідерландський «Неймеген»
2007 року повернувся до «Манчестер Юнайтед», почав залучатися до «основи» манчестерського клубу, втім закріпитися в ній не зміг.
Привернув увагу представників тренерського штабу скромнішого «Бернлі», до складу якого приєднався 2008 року. Відіграв за клуб з Бернлі наступні три сезони своєї ігрової кар'єри. Більшість часу, проведеного у складі «Бернлі», був основним гравцем команди.
До складу клубу «Болтон Вондерерз» приєднався 2011 року. Наразі встиг відіграти за клуб з Болтона 57 матчів в національному чемпіонаті.

## Досягнення
- Суперкубок Англії (1):

«Манчестер Юнайтед»: 2007